# Moi Station
Moi Station (Moi stasjon) er en jernbanestation på Sørlandsbanen, der ligger i Lund kommune i Norge. Stationen består af nogle få spor, en øperron og en stationsbygning i gulmalet træ, der rummer ventesal og et postkontor.
Stationen åbnede 1. november 1904, da Jærbanen blev forlænget som Flekkefjordbanen fra Egersund til Flekkesund. I 1943 blev Sørlandsbanen forbundet med Flekkefjordbanen ved Sira, og året efter blev strækningen mellem Egersund og Sira, hvor Moi ligger, en del af Sørlandsbanen.
Moi Station er valgt som Lund kommunes tusindårssted, en markering af årtusindskiftet.